# Дороті Ебботт
Дороті Ебботт (англ. Dorothy Abbott; 16 грудня 1920, Канзас-Сіті, Міссурі, США — 15 грудня 1968, Лос-Анджелес, Каліфорнія, США) — американська актриса.

## Біографія
Дороті Ебботт народилася 16 грудня 1920 року в Канзас-Сіті (штат Міссурі, США).
Дебютувала в кіно у 1946 році, зігравши роль танцівниці у фільмі «Лезо бритви». У 1964 році Ебботт зіграла свою 54-ту і останню роль у кіно — Вероніку в фільмі «Дороге серце».
У 1949 році Дороті вийшла заміж за актора Руді Діаса (1918—2006).
15 грудня 1968 року в Лос-Анджелесі (штат Каліфорнія, США), у зв'язку з депресією з приводу розлучення з чоловіком, за день до свого 48-річчя, Ебботт здійснила самогубство. Похована на кладовищі «Роуз-Гілс» у Вайттьєрі (штат Каліфорнія, США).